# ووبز (استان لهستان بزرگ‌تر)
ووبز (به لاتین: Łobez) یک روستا در لهستان است که در گمینا یاراچوو واقع شده‌است. ووبز ۱۵۰ نفر جمعیت دارد.